# Deli Creeps Demo Tape 1991

## Canciones
1. «Random Killing» – 4:48
2. «Dream Girl» – 3:54
3. «Tribal Rites» – 2:47
4. Shadows» – 4:42
5. «Can I Have A Ride?» – 4:35

## Créditos
- Maximum Bob - Vocalista
- Buckethead - Guitarra
- Tony - Bajo
- Pinchface - Percusión

## Extras
La canción "Tribal Rites" fue lanzada previamente bajo el nombre de "Brazos" la cual entró a un concurso de guitarra en 1988 auspiciado por Guitar Player Magazine, acreditada solamente a Buckethead la cual ganó el primer lugar.